# Greenland Connect

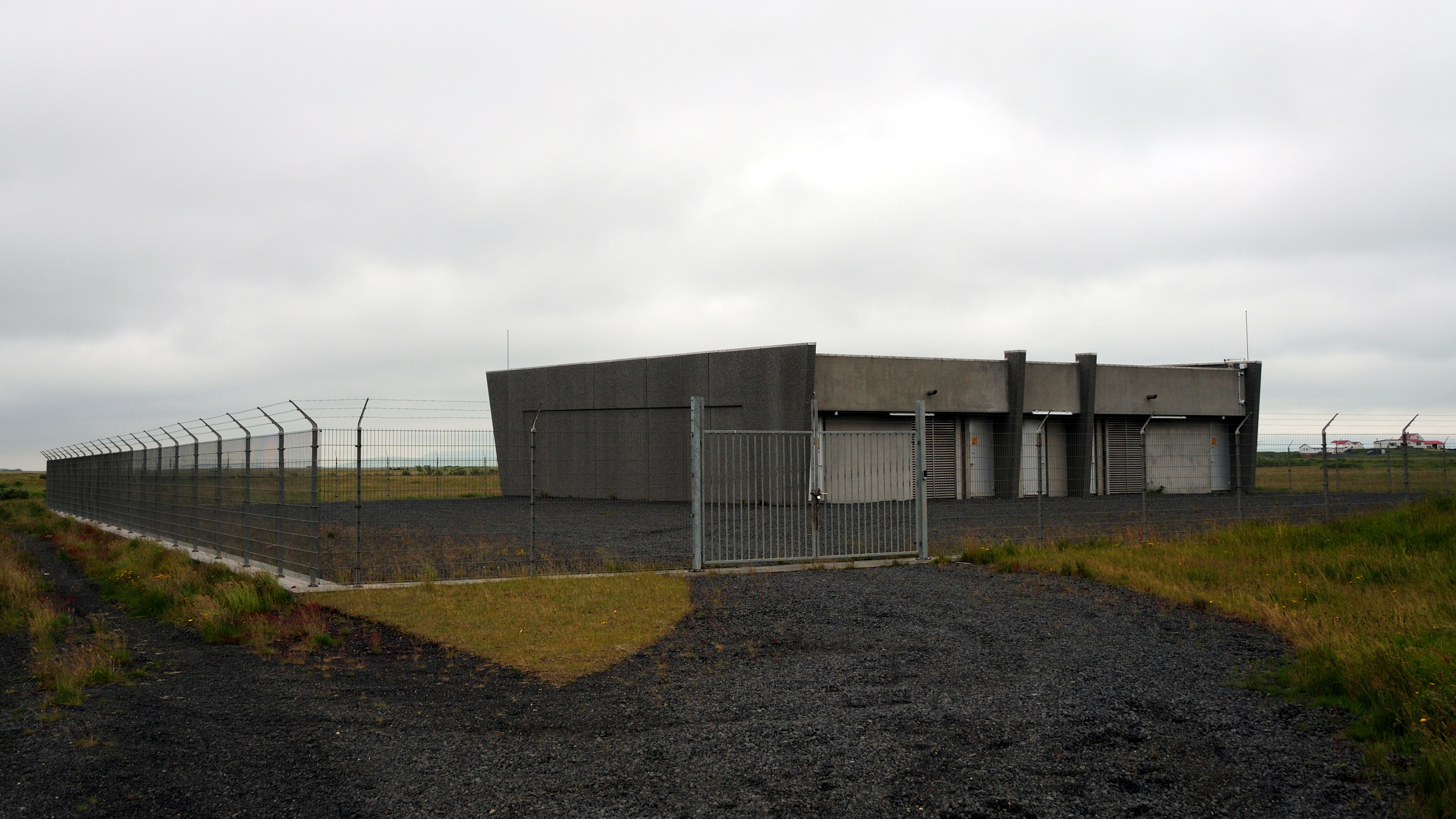
Landepunkt in Island

Greenland Connect ist ein Unterseekabel, das Grönland gleichermaßen mit Kanada und Island (mittelbar Europa) verbindet. Das Kabel hat eine Kapazität von bis zu 96 Wellenlängen zu je 10 Gbit/s Datenrate.
Die Landungspunkte des Kabels liegen in:
- Milton, Trinity Bay, Neufundland, Kanada
- Nuuk, Grönland
- Qaqortoq, Grönland
- Landeyjarsandur, Island

Das Kabel wird durch TELE Greenland, dem staatlichen etablierten Ortsnetzbetreiber betrieben. Die Verlegung wurde durch die Schiffe Mærsk Responder und Blue Castor durchgeführt; die Anlandung in Trinity Bay erfolgte im Juli 2008. Die Errichtung der 5000 km langen Kabelverbindung kostete etwa 90 Millionen Euro.

## Geschichte
Grönland wurde bis zur Verlegung des Kabels durch eine 2000 km lange Satelliten- und Richtfunkverbindung angeschlossen (aus den Gebirgen oberhalb der Küsten), über die auch der Internetverkehr lief. Die staatliche Tele Grönland hat sukzessive alle Orte mit mehr als 50 Einwohnern an ein neues Kommunikationsnetz angeschlossen, einschließlich Mobilfunkmasten in den Küstenorten. (Aufgrund des Permafrostbodens werden Überlandverbindungen grundsätzlich nicht als Kabel verlegt, sondern als Richtfunkstrecken realisiert.) Einhergehend werden Informationsportale der lokalen Gesundheitsfürsorge und Landwirtschaft aufgebaut – im politischen Sinn wird dies als Voraussetzung für eine Unabhängigkeit Grönlands vom dänischen Protektorat gesehen, in dem die Verwaltung die Möglichkeiten des Internets nutzt. Die Außenkommunikation war unzureichend, da sich in den letzten Jahren der Internetverkehr jedes Jahr verdoppelte. Das neue Unterseekabel bietet allerdings eine Kapazität, die weit über die Bedürfnisse Grönlands hinausgeht (7000-fach über der bisherigen Anbindung). Man hofft, die Zusatzkapazität für die Verbindung zwischen Nordamerika und Europa verkaufen zu können.
Am 3. Mai 2013 gab es einen Kabelbruch zwischen Milton und Nuuk.